# 1831년 영국 총선
1831년 영국 총선은 1831년 영국에서 치러진 총선으로, 의회 다수를 차지한 토리당이 휘그당 찰스 그레이 수상의 선거법 개정에 반발하자, 수상의 건의로 윌리엄 4세에 의해 의회가 해산되어 새 의회가 소집되었다.